# Rasterschlüssel 44
Rasterschlüssel 44, abreviada a RS 44, y que traducida del alemán significa Clave de rejilla, era un sistema de cifras manuales empleado por el Ejército alemán y las fuerzas policiales alemanas a partir de marzo de 1944. A diferencia de sistemas más complejos, basados en máquinas electromecánicas como la Enigma, el RS 44 estaba previsto para ser empleado a nivel táctico por lo que la facilidad de uso era primordial. Criptográficamente, en la base del sistema había una rejilla criptográfica.

## Modo de cifrado
La rejilla del Rasterschlüssel 44 se componía de 600 celdas, organizadas en 25 columnas y 24 filas. Cada una de las filas horizontales contenía 10 celdas vacías espaciadas irregularmente en las que se podía escribir (lo que hace un total de 240 celdillas disponibles). Cada celda y cada fila estaban identificadas por un par de letras dispuestas aleatoriamente. Estas letras eran cualquier par que se pudiera hacer con los cinco primeros caracteres del alfabeto. Además, cada columna venía numerada con un cardinal entre 1 y 25, también dispuestos aleatoriamente.
Cada mensaje debía componerse de un número de caracteres entre 200 y 60, nunca más y nunca menos. De esa forma nunca se llenaba completamente la rejilla. Los mensajes mayores debían dividirse y los menores rellenarse con palabras nulas.
Para cifrar, se escogía al azar una línea y una columna y se introducía la primera letra del mensaje en la celda en blanco correspondiente (si no era una celda en blanco, en la primera que hubiera a la derecha). A continuación, se escribía el mensaje normalmente en las celdas en blanco. Una vez terminado, se leía el mensaje por columnas según las normas de la transposición columnar incompleta empleando los números de las columnas como guía, de menor a mayor.
Para remitir el mensaje, se indicaba el par de letras de las columnas y filas que se habían empleado para seleccionar el punto de inicio. Para no remitir ese punto de inicio en claro, se cifraban las letras empleando una tabla en la que la fila superior recogía las cinco primeras letras (letras que dan lugar a los dígrafos) y las cinco siguientes todas las letras del alfabeto escogiéndose una letra cualquiera de la columna para representar a la letra de la primera fila. En la práctica, esto quiere decir que la indicación del punto de inicio era sometida a un cifrado de sustitución homófono.

## Otras peculiaridades
Antes de proceder a escribir el mensaje en la rejilla, los nombres propios (que podrían ser identificados) eran cifrados por una sustitución simple.

## Descifrado del mensaje
Al recibir el mensaje, con una copia idéntica de la rejilla criptográfica, lo primero era identificar el punto de inicio y delimitar la longitud del mensaje. Simplemente, se contaban las celdillas vacías y se calculaba dónde habría que introducir el mensaje. Después se empleaba como guía el número de las columnas y se iba introduciendo el menaje de arriba abajo. Una vez terminado, se podía leer el mensaje en claro.

## Seguridad del sistema
Dada la estructura de la rejilla, con un cuadro de 600 casillas (25 columnas y 24 filas), y el hecho de que cada fila contuviera 10 cuadros blancos (para escribir), las probabilidades de organización de la rejilla ascendían aproximadamente a 2.06x10185 posibilidades. Esto garantizaba la protección contra los ataques de fuerza bruta, y también que, aunque fueran descifrables, no serían fáciles de hacerlo. Los descifradores ingleses de Bletchley Park no consiguieron descifrar ninguno en menos de diez días. Teniendo en cuenta que se trataba de una cifra de uso táctico, había dejado de tener utilidad para entonces.

## Origen de la cifra
Irónicamente, el origen de la cifra alemana es británico. Al parecer, el Brigadier J. Tiltman propuso un método similar que fue llamado Cysquare y empleado por el Ejército británico en África del Norte, algunos ejemplares fueron capturados por las fuerzas del Afrika Korps del general Rommel y fueron, posteriormente, modificadas para ser empleadas por el Ejército alemán.